# AC Greyhound
AC Greyhound byl sportovní automobil, který v letech 1959 až 1963 vyráběla britská automobilka AC. Jednalo se o čtyřmístné sportovní kupé vycházející z modelů Ace a Aceca. Celkem bylo vyrobeno 83 vozů.
Na výběr byly čtyři motory. Dva dvoulitrové o výkonu 75 nebo 125 koní (pocházel od výrobce Bristol), 2,2l Bristol litru o výkonu 105 koní a 2,5l o výkonu 170 koní z vozu Ford Zephyr. 